# Norge i olympiska vinterspelen 1984
Norge i olympiska vinterspelen 1984

## Medaljer

### Guld
- Skidskytte
  - Herrarnas 10 km: Eirik Kvalfoss

- Längdåkning
  - Damernas 4x5 km stafett: Inger Helene Nybråten, Anne Jahren, Brit Pettersen och Berit Aunli

- Nordisk kombination
  - Herrarnas individuella: Tom Sandberg

### Silver
- Skidskytte
  - Herrarnas stafett 4x7,5 km: Odd Lirhus, Eirik Kvalfoss, Rolf Storsveen och Kjell Søbak

- Längdskidåkning
  - Damernas 5 km: Berit Aunli

### Brons
- Hastighetsåkning på skridskor
  - Herrarnas 1000 m: Kai Arne Engelstad

- Längdskidåkning
  - Damernas 10 km: Brit Pettersen
  - Damernas 20 km: Anne Jahren

- Skidskytte
  - Herrarnas 20 km: Eirik Kvalfoss